# Симеон Раббан Ата
Симеон Раббан Ата (Раббан-ата; сирийск. раббан — «монах»

или «учитель»

, тюрк. ата — «отец») — сирийский церковный деятель середины XIII века, несторианин. Киракос Гандзакеци характеризует его как «человека богобоязненного и благочестивого, кроткого нравом, воздержанного в пище и питье».
Симеон Раббан Ата, как представитель несторианского католикоса Сабришо V, побывал в столице Монгольской империи Каракоруме, где выступил перед ханом Угэдэем (1229—1241) в качестве защитника восточных христиан, терпящих бедствие от монгольского завоевания. Симеон, имея на руках указ хана, вернулся на Ближний Восток, где, поддержанный монгольским командующим в регионе Чормаганом, благожелательно настроенным к христианству, «принёс много пользы христианам, избавив их от смерти и плена», построил церкви в мусульманских городах, таких как Тебриз и Нахичеван, где прежде «люди не осмеливались называть имя христово». Симеон оказывал покровительство купцам, которые, будучи снабжены его тамгой, «свободно странствовали по всей стране».
Вскоре после 1245 года Симеон имел в Тебризе встречу с эмиссаром папы Иннокентия IV доминиканцем Андре де Лонжюмо, которого радушно принимал в течение 20 дней . Андре привёз иерархам восточных церквей папское послание Cum simus super, в котором понтифик утверждал римский примат и выражал горечь по поводу разделения между христианами. В исполненном глубокого уважения ответном послании Симеона папе (сохранился перевод на латынь, вероятно, сделанный Лонжюмо) несторианский иерарх не спешил, однако, выражать подчинение Святому престолу. Зная о вражде между Иннокентием IV и императором Фридрихом II, отлучённым от церкви, Симеон обращался к понтифику и епископам с просьбой о прощении императора, поскольку восточным христианам, оказавшимся в тяжёлом положении после потери Иерусалима (1244), была крайне необходима поддержка сильного и неразобщённого Запада.  Доминиканец Асцелин, посетивший Тебриз в 1247 году на обратном пути от Байджу-нойона, был принят Симеоном с меньшим радушием. Вероятно, ему было известно о недипломатичном поведении Асцелина в ставке Байджу. 